# Gare de Gougnies
La gare de Gougnies est une ancienne gare ferroviaire belge de la ligne 137, d'Acoz à Mettet située à Gougnies, section de la commune de Gerpinnes, dans la province de Hainaut en Région wallonne.
Mise en service en 1887 par les Chemins de fer de l'État belge, elle ferme en 1977.

## Situation ferroviaire
Établie à 204 m d'altitude, la gare de Gougnies était située au point kilométrique (PK) 5.0 de la ligne 137, d'Acoz-Centre à Mettet entre les haltes de Villers-Poterie et de Biesme.

## Histoire
La station de Gougnies est mise en service le 25 avril 1887 par l'Administration des chemins de fer de l'État belge (future SNCB) lorsqu'elle ouvre à l'exploitation la ligne de Mettet à Acoz. Elle dispose d'une voie de garage et d'un pont à peser.
Le service des trains de voyageurs sur la ligne 137 est supprimé en octobre 1954 et la section de Gougnies à Mettet qui ne voyait plus passer le moindre convoi depuis 1954 est déferrée en 1965. La fermeture de la section d'Acoz à Mettet a lieu en 1977.

## Patrimoine ferroviaire
Le bâtiment des recettes, appartient au plan type 1873 des Chemins de fer de l’État belge, comme les autres stations de la ligne 137. Pourvu d'un œil-de-bœuf aux pignons du corps de logis, élément caractéristique de la variante tardive de cette famille, il possède une aile de quatre disposée à droite comme à Acoz et Biesme. Après l'abandon de la ligne, il est rénové en habitation et l'aile des voyageurs est surhaussée.